# Асирско прогонство Јевреја
Асирско прогонство Јевреја је догађај у историји древног Израела и Јудеје. Године 722. п. н. е. асирски краљ Саргон II освојио је Самарију и одвео у заробљеништво израелског краља и велики број Јевреја. 

## Прогонство
Након Соломонове смрти, Израелско-јудејско краљевство поделило се на Северно краљевство (са центром у Самарији) и Јужно (Јудејско) краљевство. Две државе биле су исцрпљене вишедеценијским ратовима са суседним државама и оштром класном борбом. Најтежи ударац Израелу задали су Асирци. Још у 9. веку п. н. е. краљ Шалманасар II предузимао је освајачке походе на Сирију и Палестину. Израелско краљевство коначно је потукао цар Саргон II. Тиглат-Пилесар III, предузео је 731. године п. н. е. поход на Дамаск и Самарију због склапања антиасирског савеза између ових држава и Египта. Дамаск је освојен, а Северно краљевство је опустошено и сведено на непосредну околину Самарије. Међутим, ослабљена држава поново улази у преговоре са Египтом. Због тога је цар Шалманасар V предузео поход на Израел. Освајање Израела довршио је следећи владар, Саргон II. Он је 722. године п. н. е. заузео Самарију и одвео у заробљеништво израелског краља Осију. Заједно са њим је повео и 27.290 Израиљаца. Преселио их је у Медију и Месопотамију. На њиховој територији населио је вавилонске и арамејске колонисте. Тиме је окончано постојање Северног краљевства. Пресељена племена касније су остала упамћена као Десет изгубљених племена.